# Synoicum erectum
Synoicum erectum är en sjöpungsart som beskrevs av Kott 1992. Synoicum erectum ingår i släktet Synoicum och familjen klumpsjöpungar. Inga underarter finns listade i Catalogue of Life.